# Dub letní v Dolních Chabrech
Dub letní v Dolních Chabrech je památný strom, který roste v centru obce poblíž Horníno rybníka u křižovatky ulic U rybníčku a Krbická, na okraji zahrady u čp. 253. Je nepřístupný, ale z veřejného prostranství dobře viditelný. Je jeden z prvních vyhlášených památných stromů v Praze.

## Parametry stromu
- Výška (m): 24,0 (34 m roku 2016)
- Obvod (cm): 349 (370 roku 2016)
- Ochranné pásmo: ze zákona
- Datum prvního vyhlášení: 07.03.1998[1]
- Odhadované stáří: 165 let (rok 2016)[2]

## Popis
Kmen stromu je dlouhý a rovný. V jeho dolní polovině chybí silné větve, které byly ořezány. Koruna je široce rozložitá a hustě větvená. Silné větve v koruně nesměřují vzhůru, ale většinou vodorovně.